# Campaign Manager 360
Campaign Manager 360 — це рекламний інструмент від платформи Google, входить в екосистему Google Marketing Platform. Основні функції CM360 — це налаштування рекламних кампаній як адсервер та подальший трекінг рекламної кампанії.

## Функціонал
Campaign Manager 360 має дві основні функції: адсервинг та рекламний трекінг. 
Ad serving — розміщення оголошень і налаштування рекламної кампанії. Campaign Manager дає маркетологу додатковий інвентар, відносно загальнодоступних рішень від Google Ads, зокрема додаткові налаштування brand safety, використання розкладу показів реклами, налаштування ротації креативів, розширені можливості таргетингу тощо. 
Трекінг — відстеження ефективності рекламної кампанії. Campaign Manager 360 дозволяє рекламодавцю отримати повніші звіти, ніж доступні в стандартних рекламних кабінетах від Google. Інформація про ефективність подається у розрізі:
- місць розміщення,
- ефективної частоти, ⁣
- креативів,
- viewability,
- соціально-демографічних показників аудиторії,
- часу показу тощо.

Також Campaign Manager дозволяє налаштувати трекінг відкладених, post-view та cross-device конверсій — тобто здійснених користувачем, який лише бачив рекламу, але не перейшов за оголошенням.

## Доступ
Доступ до використання Campaign Manager 360 надається сертифікованим спеціалістам, які пройшли навчання від Google та склали іспит на платформі Skillshop. Рекламні агентства також можуть пройти відповідну сертифікацію на рівні компанії, якщо мають у штаті потрібну кількість сертифікованих спеціалістів й надають Google приклади використання інструменту в послугах для клієнтів.
Рекламодавці можуть отримати доступ до Campaign Manager 360, наймаючи сертифікованих спеціалістів або ж якщо співпрацюють із сертифікованими агентствами. 